# 주명수
주명수(朱明秀, 1954년 12월 26일 ~ )는 예비역 육군 중위 전역한 대한민국의 법조인 겸 대학 교수이자 개신교 목회자이다.
예비역 육군 장교 학군사관 중위 출신인 그는 할렐루야 변호사라는 닉네임으로도 잘 알려져 있다.

## 주요 이력

### 주요 경력
- 대한민국 육군 중위 출신.
- 제23기 사법시험 출신.
- 인천지방검찰청 예하 말단 검사
- 서울지방검찰청 동부지청 예하 말단 검사
- 법무법인 한별 변호사
- 법무법인 CHL 변호사
- 법무법인 정담 CEO 대표변호사
- 숭실대학교 법학과 겸임교수
- 한양대학교 법학과 외래교수
- 총신대학교 신학과 겸임교수
- 개신교 밝은교회 담임 목사

### 학력
- 목포서부국민학교
- 전주북중학교
- 경복고등학교 졸업
- 고려대학교 법학과 학사
- 고려대 대학원 법학과
- 미국 사우스웨스트 뱁티스트 대학교 신학대학원
- 한남대 대학원 법학과
- 감신대 목회신학대학원
- 백석대 기독전문대학원 신학박사

## 저서

### 수필
- 《할렐루야 변호사》(2006년)
- 《양손잡이 크리스천》(2013년)